# مارتین برودر
مارتین برودر (انگلیسی: Martin Brodeur؛ زادهٔ ۶ مهٔ ۱۹۷۲) بازیکن هاکی روی یخ اهل ایالات متحده آمریکا است.
وی همچنین برندهٔ جوایزی همچون جام استنلی شده‌است.